# Simon Yates (bergbeklimmer)
Simon Yates (1963) is een Engelse bergbeklimmer.
Hij is bekend van de tot dan toe nooit geslaagde beklimming van de westflank van de Siula Grande in de Cordillera Huayhuash-bergketen in de Peruaanse Andes samen met Joe Simpson. Bij de afdaling brak Simpson zijn been. De mannen daalden samen verder met een verlengde touwconstructie. Toen Simpson nadat hij over een overhangend stuk ijsklif was gegleden, vrij kwam te hangen en met zijn gewicht Yates mee dreigde te sleuren, voelde Yates zich gedwongen het touw door te snijden. Simpson viel vervolgens in een gletsjerspleet en raakte bewusteloos. Yates veronderstelde dat Simpson het leven had gelaten en keerde alleen terug naar het basiskamp. Daar werd hij enkele dagen later tot zijn verrassing herenigd met Simpson, die de tocht met veel moeite had overleefd. Simpson beschreef het verhaal in het boek Touching the Void (Nederlands: Over de rand), dat later onder dezelfde titel Touching the Void werd verfilmd.
Yates publiceerde ook enkele boeken over zijn (andere) bergexpedities.

## Boeken
- Yates, S. (1997), Against the Wall, Jonathan Cape, Londen.
- Yates, S. (2001), The Flame of Adventure, Jonathan Cape, Londen.
- Yates, S. (2012), The Wild Within, Vertebrate Pub., New York.